# Nemška zveza
Nemška zveza (nemško Deutscher Bund) je bila ohlapna državna zveza 35 kneževin in 4 svobodnih mest, ustanovljena leta 1815.

## Ozadje
Glavni cilj dunajskega kongresa je bil začrtati nove meje Evrope po zmagi nad Napoleonom. Številni nemški patrioti so si želeli ustanovitve nacionalne nemške države, vendar so se jim upi kmalu razblinili, in tudi Rimsko-nemško cesarstvo, ki je bilo razpuščeno leta 1806, ni bilo obnovljeno. Prišlo je do ustanovitve Nemške zveze. 

## Zveza in ustava
Zvezi je predsedovala Avstrija. Edini zvezni organ je bila zvezna skupščina, sestavljena iz predstavnikov držav članic. Skupščina se je sestajala v Frankfurtu na Majni. Ustava Zveze je bila sprejeta na dunajskem kongresu 8. 6. 1815.
Avstrijski in pruski državniki so 1850 v Olomucu sklicali konferenco in z Olomuško punktacijo obnovili Nemško konfederacijo pod avstrijskim vodstvom. Zveza je bila ukinjena po avstrijsko pruski vojni leta 1866.